# The Act of Killing
The Act of Killing (título original en indonesio Jagal, que significa "carnicero") es una película de no-ficción dirigida por Joshua Oppenheimer. El documental trata de las matanzas cometidas en Indonesia entre 1965 y 1966, en las que fueron asesinadas cerca de 1.000.000 de personas. Es una película con un contenido impactante que fue recibida tanto por la crítica como por el público con una gran aceptación. Ganó un premio Documenta Madrid y ha sido admirada, recibiendo críticas principalmente positivas con una aprobación del 97% en el sitio de internet Rotten Tomatoes basado en 110 críticas, de las cuales 107 son positivas. También fue considerada la mejor película de 2013 por la publicación The Guardian. Se empezó a proyectar el 31 de agosto de 2012.

## Sinopsis
En 1965, se asesinó en Indonesia a más de medio millón de supuestos comunistas, ciudadanos de etnias chinas, gente contraria al gobierno e intelectuales. En The Act of Killing la masacre la explican sus asesinos: Anwar Congo y sus amigos nos presentan sus formas de matar, su forma de convivir con ello y sus escasos remordimientos. Oppenheimer nos abre la ventana a uno de los peores capítulos del Sudeste Asiático, y uno de los escenarios de la Guerra Fría. 

"Tras el golpe de estado militar de 1965, el general Suharto ocupó el poder en Indonesia. A continuación llegó el genocidio: miles de comunistas, reales o presuntos, fueron asesinados por los escuadrones de la muerte. Unas décadas después, el pasado pervive y un relato se perpetúa. Existe una versión más larga del documental de 159 minutos de duración."
(FILMAFFINITY)

## Recepción
Se ha acusado a Oppenheimer de haber engañado a los protagonistas de su película. Oppenheimer, en una entrevista en The Village Voice deja claro que su objetivo nunca fue el de glorificar las masacres: “Cuando este grupo de supervivientes me encargó filmar esas justificaciones, ese engreimiento, lo que yo buscaba era exponer la naturaleza de la impunidad y ponerla en cuestionamiento. Que presumieran de la matanza proporcionaba el material adecuado para hacerlo porque ese era el más claro síntoma de la impunidad.” También se ha dicho que la película no ofrece contexto histórico, a lo que Oppenheimer contesta que “la película no se centra en lo que pasó en 1965, sino en la situación actual en la que el genocidio, paradójicamente, se borra al mismo tiempo que se celebra para mantener a los supervivientes aterrorizados, al público engañado y a los perpetradores capaces de vivir con ellos mismos… Busca entender el impacto de las masacres hoy, en los individuos y en las instituciones”.
Los protagonistas de la película, Anwar Congo y Herman Koto, han visto la película y no se sienten decepcionados, según Oppenheimer, que afirma que tras ver la película Anwar le dijo: “Esta es la película que esperaba. Es una película sincera, que cuenta la verdad”. En entrevista posterior publicada por Al Jazeera en su programa 101 East, Anwar revelaba dudas al respecto, dado que la reacción negativa a la película en Indonesia le había causado problemas. Añadió que había manifestado tales dudas directamente a Oppenheimer en una supuesta conversación por Skype que se mostró en el programa.
Chris Hedges, ganador del Premio Pulitzer, calificó a la película como “una importante exploración de la psicología compleja de los genocidas” añadiendo que “no es la demonizada y fácilmente digerible caricatura de un genocida lo que más nos perturba. Es el ser humano”. “La pesadilla es tan poderosa que dura más que la película,” escribe el novelista español Antonio Muñoz Molina. “The act of killing apenas puede describirse y, en algunos momentos, casi no puede mirarse.”

## Premios y reconocimientos
- Berlinale Panorama en 2013[12]
- BAFTA 2014 - Mejor documental[13]
- Asociación de Críticos de Cine de Chicago - Mejor película extranjera 2013
- Premios del Cine Europeo 2013 - Mejor documental
- Premios Gotham 2013 -  Mejor documental
- Oscars 2013 -  Nominada a Mejor largometraje documental[14]